# هایاتو مینه
هایاتو مینه (انگلیسی: Hayato Mine؛ زادهٔ ۳۱ اوت ۱۹۹۲) بازیکن فوتبال اهل ژاپن است.